# TOICOLLE
TOICOLLE（トイコレ） は、2007年1月24日に発売された一十三十一初のベストアルバムである。　

## 収録曲
1. 粉雪のシュプール
2. Mangosteeeen!
3. WAKE UP!
4. DOWN TOWN
5. ウェザーリポート
6. ACROSS THE UNIVERSE（ビートルズのカヴァー）
7. 渚にて
8. フライデイ
9. プラチナ
10. 煙色の恋人達
11. CHARADE
12. GO NO GO
13. おぼえているよ
14. キラメキmovin`on
15. 粉雪のシュプール（powder snow mix）
16. デイライト